# Consiglio regionale della Campania
Il Consiglio regionale della Campania è l'organo legislativo rappresentativo della Regione Campania; ha sede nel Centro direzionale di Napoli, presso l'isola F13.
L'attuale presidente è Gennaro Oliviero, appartenente al Partito Democratico ed eletto nel corso della prima seduta della XI legislatura, il 26 ottobre 2020.
Istituito nel 1970, si compone attualmente di 51 membri, tra i quali è compreso il Presidente della giunta regionale.
La legislatura dura cinque anni.

## Funzioni
A rappresentare e presiedere il consiglio è il presidente.
Il primo consiglio regionale della XI legislatura si è tenuto il 26 ottobre 2020, dove è stato eletto l'ufficio di presidenza composto dal Presidente, i due vicepresidenti, i due segretari ed infine i due questori.
In particolare sono stati rispettivamente eletti: Gennaro Oliviero, Valeria Ciarambino, Loredana Raia, Fulvio Frezza e Alfonso Piscitelli; infine i due questori Andrea Volpe e Massimo Grimaldi hanno rispettivamente ricevuto le deleghe alle finanze ed al personale.

## Organi istituzionali del Consiglio regionale

### Presidente
| Legislatura         | Presidente          | Partito                         | Partito                                      | Periodo                             |
| ------------------- | ------------------- | ------------------------------- | -------------------------------------------- | ----------------------------------- |
| I                   | Giuseppe Onofaro    |                                 | Movimento Sociale Italiano                   | 7 luglio 1970 – 13 luglio 1970      |
| I                   | Antonio Gava        |                                 | Democrazia Cristiana                         | 13 luglio 1970 – 30 novembre 1970   |
| I                   | Galileo Barbirotti  |                                 | Partito Socialista Italiano                  | 30 novembre 1970 – 26 novembre 1974 |
| I                   | Francesco Porcelli  |                                 | Partito Socialista Italiano                  | 26 novembre 1974 – 16 luglio 1975   |
| II                  | Francesco Porcelli  | 16 luglio 1975 – 12 agosto 1976 | Partito Socialista Italiano                  |                                     |
| II                  | Mario Gomez d'Ayala |                                 | Partito Comunista Italiano                   | 12 agosto 1976 – 22 agosto 1979     |
| II                  | Carlo Leone         |                                 | Democrazia Cristiana                         | 22 agosto 1979 – 16 novembre 1979   |
| II                  | Emilio De Feo       |                                 | Democrazia Cristiana                         | 16 novembre 1979 – 9 luglio 1980    |
| III                 | Mario Del Vecchio   |                                 | Partito Repubblicano Italiano                | 9 luglio 1980 – 30 settembre 1983   |
| III                 | Giovanni Acocella   |                                 | Partito Socialista Italiano                  | 30 settembre 1983 – 7 luglio 1985   |
| IV                  | Aniello De Chiara   |                                 | Partito Socialista Italiano                  | 17 luglio 1985 – 9 luglio 1990      |
| V                   | Aniello De Chiara   |                                 | Partito Socialista Italiano                  | 17 luglio 1985 – 9 luglio 1990      |
| Giovanni Sullutrone |                     | Partito Socialista Italiano     | 19 agosto 1990 – 24 aprile 1995              |                                     |
| VI                  | Paola Ambrosio      |                                 | Forza Italia                                 | 7 giugno 1995 – 8 ottobre 1997      |
| VI                  | Raffaele Calabrò    |                                 | Forza Italia                                 | 8 ottobre 1997 – 27 giugno 2000     |
| VII                 | Domenico Zinzi      |                                 | UDEUR / Unione di Centro                     | 27 giugno 2000 – 17 febbraio 2005   |
| VIII                | Sandra Lonardo      |                                 | UDEUR                                        | 4 maggio 2005 – 30 marzo 2010       |
| IX                  | Paolo Romano        |                                 | Il Popolo della Libertà / Nuovo Centrodestra | 12 maggio 2010 – 22 maggio 2014     |
| IX                  | Pietro Foglia       |                                 | Unione di Centro                             | 4 giugno 2014 – 16 giugno 2015      |
| X                   | Rosa D'Amelio       |                                 | Partito Democratico                          | 24 luglio 2015 – 13 ottobre 2020    |
| XI                  | Gennaro Oliviero    |                                 | Partito Democratico                          | 26 ottobre 2020 – in carica         |

### Ufficio di presidenza
Presidente del consiglio
- Gennaro Oliviero (Partito Democratico)

Vicepresidenti del consiglio
- Valeria Ciarambino (Movimento 5 Stelle, poi Insieme per il futuro, poi Misto)
- Loredana Raia (Partito Democratico)

Questori
- Massimo Grimaldi (Forza Italia)
- Andrea Volpe (Partito Socialista Italiano)

Segretari
- Fulvio Frezza (+Campania in Europa)
- Alfonso Piscitelli (Fratelli d'Italia)

### Capigruppo
| Gruppo Regionale | Gruppo Regionale            | Presidente          |
| ---------------- | --------------------------- | ------------------- |
|                  | Partito Democratico         | Mario Casillo       |
|                  | Movimento 5 Stelle          | Michele Cammarano   |
|                  | De Luca Presidente          | Carmine Mocerino    |
|                  | PSI - Campania Libera       | Giovanni Porcelli   |
|                  | Italia Viva                 | Tommaso Pellegrino  |
|                  | Azione - Moderati - Verdi   | Pasquale di Fenza   |
|                  | Noi di Centro - Noi Campani | Maria Luigia Iodice |
|                  | Fratelli d'Italia           | Cosimo Amente       |
|                  | Lega                        | Severino Nappi      |
|                  | Forza Italia                | Annarita Patriarca  |
|                  | Misto                       | Corrado Matera      |

### Composizione del consiglio regionale
Il consiglio regionale eletto con le elezioni del 2020 è suddiviso in 12 gruppi consiliari, per un totale di 51 consiglieri. Attualmente ha la seguente composizione:
| Gruppi consiliari                   | Gruppi consiliari                                        | Seggi |
| ----------------------------------- | -------------------------------------------------------- | ----- |
|                                     | Partito Democratico                                      | 9     |
|                                     | De Luca Presidente                                       | 6     |
|                                     | Campania Libera - Noi Campani - PSI                      | 5     |
|                                     | Fare Democratico - Centro Democratico                    | 4     |
|                                     | Italia Viva                                              | 4     |
|                                     | Liberaldemocratici - Campania Popolare - Verdi - +Europa | 4     |
|                                     | Gruppo misto - Partito Animalista                        | 1     |
| Totale coalizione di centrosinistra | Totale coalizione di centrosinistra                      | 33    |
|                                     | Fratelli d'Italia                                        | 4     |
|                                     | Lega                                                     | 3     |
|                                     | Forza Italia                                             | 3     |
|                                     | Gruppo misto - Caldoro Presidente - Unione di Centro     | 1     |
| Totale coalizione di centrodestra   | Totale coalizione di centrodestra                        | 11    |
|                                     | Movimento 5 Stelle                                       | 7     |
| Totale                              | Totale                                                   | 51    |

## Legislature

### VIII Legislatura

#### Ufficio di presidenza
- Alessandrina Lonardo (UDEUR)

Vicepresidenti del Consiglio regionale
- Gennaro Mucciolo (SDI)
- Salvatore Ronghi (AN)

Questori del Consiglio regionale
- Roberto Conte (DL)
- Fulvio Martusciello (FI)

Segretari del Consiglio regionale
- Angelo Brancaccio (DS)
- Antonio Milo (UdC)

### IX Legislatura

#### Ufficio di presidenza
Presidente del Consiglio regionale
- Paolo Romano (PdL, NCD) fino al 2014
- Pietro Foglia (UdC) dal 2014

Vicepresidenti del Consiglio regionale
- Biagio Iacolare (UdC)
- Antonio Valiante (PD)

Questori del Consiglio regionale
- Francesco Vincenzo Nappi (PdL)
- Nicola Marrazzo (IdV)

Segretari del Consiglio regionale
- Alessandra Mussolini (PdL) fino al 2010
- Bianca Maria D'Angelo (PdL) dal 2010
- Gennaro Mucciolo (PSE)

### X Legislatura

#### Ufficio di presidenza
Presidente del Consiglio regionale
- Rosa D'Amelio (PD)

Vicepresidenti del Consiglio regionale
- Tommaso Casillo (PD)
- Ermanno Russo (FI)

Questori del Consiglio regionale
- Antonio Marciano (PD)
- Massimo Grimaldi (CP)

Segretari del Consiglio regionale
- Vincenzo Maraio (PSI)
- Flora Beneduce (FI, IV)

#### Capigruppo Regionali
| Gruppi Regionale                   | Presidente                |
| ---------------------------------- | ------------------------- |
| Partito Democratico                | Mario Casillo             |
| Movimento 5 Stelle                 | Valeria Ciarambino        |
| De Luca Presidente                 | Carmine De Pascale        |
| Campania Libera                    | Francesco Emilio Borrelli |
| Forza Italia                       | Armando Cesaro            |
| Fratelli d'Italia                  | Alberico Gambino          |
| Misto                              | Francesco Moxedano        |
| Caldoro Presidente                 | Massimo Grimaldi          |
| Centro Democratico - Scelta Civica | Giovanni Zannini          |